# Tiếng Dzongkha

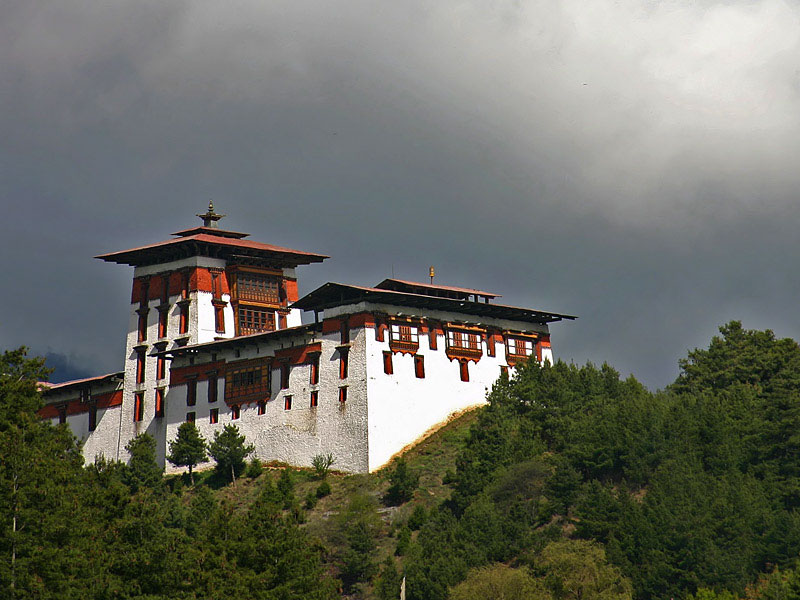
Dzong Jakar, một đại diện của kiến trúc dzong mà từ đây xuất phát nên từ "Dzongkha".

Tiếng Dzongkha (རྫོང་ཁ་; Wylie: rdzong-kha, /dzoŋkʰa/)) là một ngôn ngữ ngôn ngữ Hán-Tạng được nói bởi hơn nửa triệu người và là ngôn ngữ chính thức của Vương quốc Bhutan. Từ "dzongkha" có nghĩa là thứ tiếng (kha) được nói tại dzong - tức những tu viện xây dựng theo kiến trúc dzong trên khắp Bhutan cho đến khi đất được này được thống nhất bởi Ngawang Namgyal, Zhabdrung Rinpoche đầu tiên, vào thế kỷ 17.

## Phân loại
Tiếng Dzongkha là một ngôn ngữ Nam Tạng. Nó có quan hệ gần với tiếng Sikkim (Wylie: 'Bras-ljongs-skad), ngôn ngữ quốc gia của vương quốc cổ Sikkim, và với những ngôn ngữ khác của Bhutan như tiếng Chocangaca, tiếng Brokpa, tiếng Brokkat và tiếng Lakha.
Tiếng Dzongkha có mối quan hệ xa hơn nhiều đối với tiếng Tạng. Dù người nói tiếng Dzongkha và tiếng Tạng đa phần không thể hiểu được nhau, dạng viết của cả hai đều được ảnh hưởng nặng bởi tiếng Tạng cổ điển, loại ngôn ngữ đã được tăng lữ dùng trong hàng thế kỷ, mà ở Bhutan được gọi là Chöke. Chöke cũng là ngôn ngữ giáo dục tại Bhutan cho tới đầu thập kỷ 1960 khi nó bị thay thế bởi tiếng Dzongkha.

## Sử dụng
Tiếng Dzongkha là tiếng bản ngữ của tám huyện miền tây Bhutan (Wangdue Phodrang, Punakha, Thimphu, Gasa, Paro, Ha, Dagana và Chukha). Cũng có vài người nói gần Kalimpong, từng là một phần của Bhutan nhưng giờ là của Tây Bengal.
Tiếng Dzongkha được chọn làm ngôn ngữ quốc gia của Bhutan năm 1971. Việc học tiếng Dzongkha là điều bắt buộc tại tất cả trường học Bhutan, và nó là lingua franca tại các quận phía đông và nam.

## Ngữ âm
Tiếng Dzongkha là một ngôn ngữ thanh điệu với hai thanh: cao và thấp.

### Phụ âm
|            | Đôi môi | Răng/ Chân răng | Quặt lưỡi | Vòm    | Ngạc mềm | Thanh hầu |
| ---------- | ------- | --------------- | --------- | ------ | -------- | --------- |
| Mũi        | m       | n               |           | ɲ      | ŋ        |           |
| Tắc        | p pʰ    | t tʰ            | ʈ ʈʰ      |        | k kʰ     |           |
| Tắc xát    |         | ts tsʰ          |           | tɕ tɕʰ |          |           |
| Suýt       |         | s               |           | ɕ      |          |           |
| R          |         | r               |           |        |          |           |
| Continuant |         | ɬ l             |           | j      | w        | h         |

Tất cả phụ âm đều có thể bắt đầu âm tiết. Ở đầu của âm tiết thanh thấp, phụ âm đều hữu thanh. Các phụ âm bật hơi, /ɬ/, và /h/ không có mặt ở âm tiết thanh thấp. Âm /r/ có thể là âm rung [r] hay âm rung xát [r̝], và được vô thanh hóa ở cụm phụ âm đầu ở âm tiết thanh cao.
/t, tʰ, ts, tsʰ, s/ là âm răng. Âm tắc xát và xát vòm có thể là âm chân răng-vòm hay là vòm thường.
Chỉ có một vài phụ âm có thể làm phụ âm cuối, thường gặp nhất là /m, n, p/. /ŋ/ cuối âm tiết (và nhất là cuối từ) thường bị lượt đi với kết quả là nguyên âm đứng trước nó được mũi hóa và dài hóa. Âm /k/ cuối từ cũng thường bị bỏ đi, trừ trường hợp phát biểu trang trọng. Trong lối nói nói trang trọng hay văn chương, hai âm /r/ và /l/ cũng có thể làm phụ âm cuối; và dù hiếm, /ɕ/ cũng là phụ âm cuối.

### Nguyên âm
|      | Trước   | Sau  |
| ---- | ------- | ---- |
| Đóng | i iː yː | u uː |
| Vừa  | e eː øː | o oː |
| Mở   | ɛː      | ɑ ɑː |

- Khí có thanh thấp, nguyên âm thường được phát âm hà hơi (breathy).[8][11]
- Ở âm tiết đóng, /i/ biến thường giữa [i] và [ɪ], cách thứ hai phổ biến hơn.[8][9]
- /yː/ biến thiên giữa [y] và [ʏ].[8]
- /e/ biến thiên giữa [e] và [ɛ], cách thứ hai phổ biến trong âm tiết đóng.[8]
- /øː/ biến thiên giữa [ø] và [œ].[8][9]
- /o/ là [o], nhưng có xu hướng trở thành ɔ, nhất là ở âm tiết đóng.[8]
- /ɛː/ nằm giữa [ɛ] và [æ].[8]
- /ɑ/ có khi trở thành [ɐ], nhất là ở âm tiết đóng.[8][9]
- Khi được mũi hóa hay theo sau bởi [ŋ], nguyên âm luôn dài.[11][9]